# صموئيل مارتن
صموئيل مارتن (بالإنجليزية: Samuel Martin)‏ هو لغوي أمريكي، ولد في 29 يناير 1924 في بيتسبرغ في الولايات المتحدة، وتوفي في 28 نوفمبر 2009 في فانكوفر في الولايات المتحدة.